# Simha Arom
Simha Arom, né le 16 août 1930 à Düsseldorf en Allemagne, est un ethnomusicologue, reconnu notamment comme expert des musiques d'Afrique centrale.

## Biographie

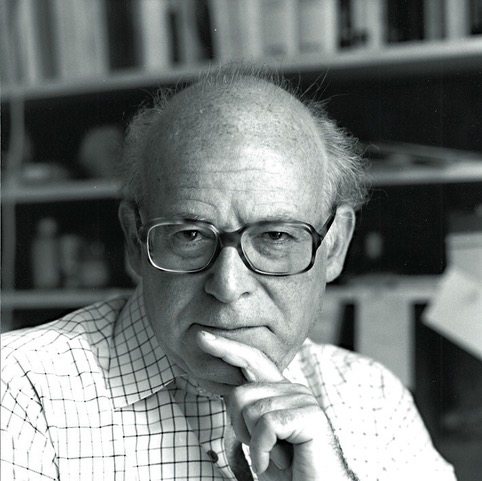
Simha Arom

Dans les années 1960, envoyé par le gouvernement israélien pour créer une fanfare en République centrafricaine, il est fasciné par les musiques traditionnelles de ce pays, en particulier par les polyphonies vocales des Pygmées Aka. Entré au CNRS en 1968, il y obtient en 1984 la Médaille d'Argent. Il reviendra sur le terrain tous les ans de 1971 à 1991, accompagné par des ethnolinguistes et des étudiants, pour y enregistrer ces musiques afin de les étudier et les conserver.
Premier prix de cor du Conservatoire national supérieur de musique de Paris, devenu ethnomusicologue après avoir quitté l'Orchestre symphonique de Jérusalem, Simha Arom s’est attaché à la mise au jour de systèmes musicaux implicites et à la manière dont une culture construit ses catégories cognitives telles qu'attestées à travers sa musique – par le biais d'expérimentations de type interactif. Ses travaux reposent sur le postulat que les données recueillies sur le terrain, pour être valides, doivent être corroborées par des données cognitives propres aux tenants de la culture étudiée.
Ses recherches concernent l'organisation temporelle de la musique, les échelles musicales, les techniques polyphoniques, la musique dans le système social et l'élaboration d'outils conceptuels en vue de la catégorisation, l'analyse et la modélisation des musiques traditionnelles. D’une discipline principalement descriptive, il a tenté de faire une science à part entière, avec tous ses attributs : expérimentation, vérification, validation, modélisation, conceptualisation et reconstitution par voie de synthèse.
Professeur invité dans de nombreuses universités – notamment Montréal, UCLA, Vancouver, M.I.T., Cambridge (U.K.), Oxford (conférence avec le pédagogue Robert Kaddouch ), Tel-Aviv, Bar-Ilan, Haïfa, Bâle, Zurich, Sienne, Venise –, ses travaux ont inspiré des compositeurs contemporains comme Luciano Berio (Coro), György Ligeti, Ștefan Niculescu, Steve Reich, Fabien Lévy, Joël Mérah ou Fabian Panisello.
Simha Arom est directeur de recherche émérite au CNRS, membre fondateur de la Société française d'ethnomusicologie, de la Société française d'analyse musicale, de la European Society for the Cognitive Sciences of Music (ESCOM) et du European Seminar in Ethnomusicology ; il est également membre de la Société française de musicologie et du Board of directors du projet The Universe of Music (UNESCO).
Ses archives sonores ont été déposées en 2011 à la phonothèque de la Bibliothèque nationale de France.

## Décorations
- Chevalier de l'ordre des Arts et des Lettres (2007)

## Distinctions
- 1971 : Grand prix international du disque, Académie Charles Cros
- 1978 : Grand prix international du disque, Académie Charles Cros, Mention In Honorem, « Prix du Président de la République »
- 1984 : Médaille d'argent du CNRS
- 1985 : Grand prix international du disque, Académie Charles Cros, « Prix André Schaeffner »
- 1988 : Grand prix du disque, Nouvelle Académie du disque, « Palmarès des palmarès »
- 1992 : ASCAP (American Society of Composers, Authors & Publishers), Deems Taylor Award for Excellence in Music literature, New York
- 1998 :
  - Prix Moebius international
  - Grand prix Investigation et publication scientifique, 3e Festival du film de chercheur, Nancy
  - 7e Prix Möbius France, Multimédia, Sciences, Cultures, Éducation
  - Honorary life member, European Seminar in Ethnomusicology
- 1999 : Prix spécial « Cédéroms », 4e Festival du film de chercheur, Nancy
- 2008 :
  - 20th Annual Koizumi Fumio Prize for Ethnomusicology (Tokyo)
  - Prix International de la Fondation Fyssen (Paris)
- 2012 : Honorary Member, International Musicological Society.
- 2014 :
  - prix Francine-et-Antoine-Bernheim pour les arts, les lettres et les sciences (Paris)
  - Professeur honoraire, Conservatoire d'État de Tbilissi (Géorgie)
- 2017 : Membre d'honneur de l'Association française du cor
- 2020 : Docteur honoris causa de la Hochschule für Musik und Theater Hamburg

## Hommages
- Analyse musicale 23 (1991) "Analyse et expérimentation – En hommage à Simha Arom et à son équipe".
- « Ndroje balendro ». Musiques, terrains et disciplines, Textes offerts à Simha Arom (V. Dehoux, S. Fürniss, S. Le Bomin, E. Olivier, H. Rivière, F. Voisin, éd.), 1995, Louvain-Paris, Peeters.
- Bibliothèque nationale de France : « Journée en hommage à Simha Arom », 9 juin 2011.
- Simha, documentaire de Jérôme Blumberg, production CNRS Images - Le Miroir, 82 minutes, 2015[3].
- Conservatoire national supérieur de musique de Paris : « Journée d'étude en hommage à Simha Arom.  Ethnomusicologie, musicologie et création musicale », 1er février 2018.
- « Hommage à Simha Arom »  à l'École normale supérieure de Paris, le 16 janvier 2019. En présence de Simha Arom, Julien André, Fabien Lévy, Jean-Jacques Nattiez et Francis Wolff

## Publications

### Livres
- Conte et chantefables ngbaka-ma'bo (République centrafricaine), Paris, Selaf, "Bibliothèque" 21-22, 1970, 238 p.
- Les mimbo, génies du piégeage et le monde surnaturel des Ngbaka-Ma'bo (République centrafricaine), Paris, Selaf, "Bibliothèque" 44-45, 1975, 153 p. (en collaboration avec Jacqueline M.C. Thomas)
- Polyphonies instrumentales d'Afrique centrale : structure et méthodologie, Paris, Selaf, "Collection Ethnomusicologie" 1 , 1985, 2 vol., 905 p.
- African Polyphony and Polyrhythm. Structure and Methodology (Préface de Györgi Ligeti), Cambridge, Cambridge University Press, 2004 [1991], 668 p.
- Précis d'ethnomusicologie, Paris, CNRS éditions, 2007, 173 p. (en collaboration avec Frank Alvarez-Péreyre)
- La boîte à outils d'un ethnomusicologue (textes réunis et préfacés par Nathalie Fernando), Les Presses de l'Université de Montréal, 2007, 421 p.
- La fanfare de Bangui , Paris, Éditions La Découverte, 2009, 208 p.
- L'enquête en ethnomusicologie (avec Denis-Constant Martin), Paris, Vrin, 2015, 285 p.

### Articles (sélection)
- « Essai d'une notation des monodies à des fins d'analyse », Revue de Musicologie 55, 1969, p. 172-216.
- « The Use of Play-Back Techniques in the Study of Oral Polyphonies », Ethnomusicology 20, 1976, p. 483-519.
- « Nouvelles perspectives dans la description des musiques de tradition orale », Les Fantaisies du Voyageur : XXXIII Variations Schaeffner, Paris, Société Française de Musicologie,1982, p. 198-212.
- « Musiques d'ici et d'ailleurs ». In Cl. Samuel éd., Éclats/Boulez, Paris, Centre Pompidou, 1986, p. 90-97.
- « Modélisation et modèles dans les musiques de tradition orale », Analyse Musicale 22, 1991, p. 67-78.
- « A synthesizer in the Central African bush. A Method of Interactive Exploration of Musical Scales ». In Für Ligeti. Die Referate des Ligeti-Kongresses Hamburg 1988, Laaber, Laaber-Verlag, 1991, p. 163-178.
- « L'étude des échelles dans les musiques traditionnelles : une approche interactive », Analyse Musicale 23 : “Analyse et expérimentation - En hommage à Simha Arom et à son équipe”, 1991, p. 21-29.
- « Une parenté inattendue : polyphonies médiévales et polyphonies africaines ». In M. Huglo & M. Pérès éds, Polyphonies de tradition orale : histoire et traditions vivantes. Paris, Créaphis, 1994, p. 133-148.
- « Intelligence in Traditional Music ». In J. Khalfa ed., What is Intelligence? (‘Darwin College Lectures 1992’), Cambridge and New York, Cambridge University Press, 1994, p. 137-160.
- « La musique africaine : un savoir qui s’ignore ? ». In A. Sureau éd., Qu’est-ce qu’on ne sait pas ? Les rencontres philosophiques de l’Unesco, Paris, Gallimard, 1995, p. 48-55.
- « Le ‘syndrome’ du pentatonisme africain », Musicae Scientiae. The Journal of the European Society for the Cognitive Sciences of Music – Forum de discussion I/2, 1997, p. 139-161.
- « Une raison en acte. Pensée formelle et systématique musicale dans les sociétés de tradition orale », Revue de Musicologie 84/1, (en collab. avec J. Khalfa), 1998, p. 5-17.
- « ‘L’arbre qui cachait la forêt’ » : principes métriques et rythmiques en Centrafrique », Liber Amicorum Célestin Deliège, Revue belge de Musicologie 52, 1999, p. 179-195.
- « ‘Descartes en Afrique’ : les musiques traditionnelles, domaine privilégié d’étude de la rationalité ». In V. Gomez-Pin, éd., Descartes. Lo racional y lo real. EnraHonar, Quaderns de Filosofia – Numero extraordinari (en collab. avec J. Khalfa), 1999 p. 317-322.
- « La musique comme pensée pure », Les temps modernes 609 (en collab. avec J. Khalfa), 2000, p. 307-325.
- « Prolegomena to a Biomusicology », In N. L. Wallin, B. Merker, S. Brown eds, The Origins of Music, Cambridge (MA), M.I.T. Press, 2000, p. 27-31.
- « ‘En busca del tiempo perdido’ : la metrica y el ritmo en la musica », Quodlibet. Revista de especializacion musical 16, 2000, p. 3-14.
- « L’ethnomusicologie est-elle condamnée à rester une science ‘molle’ » ? In J.-M. Chouvel & F. Lévy éds, Observation, analyse, modèles : peut-on parler d’art avec les outils de la science ?, Paris, L’Harmattan / Ircam, (en collab. avec N. Fernando), 2002, p. 427-450.
- « L’aksak. Principes et typologie », Cahiers de musiques traditionnelles 17 : “Formes musicales”, 2005, p. 11-48.
- « L’organisation du temps musical : essai de typologie ». In J.-J. Nattiez éd., Musiques. Une encyclopédie pour le XXIe siècle, vol. V. Paris, Actes Sud / Cité de la Musique, 2007, p. 927-941.
- « Typologie des techniques polyphoniques ». In J.-J. Nattiez éd., Musiques. Une encyclopédie pour le XXIe siècle, vol. V. Paris, Actes Sud / Cité de la Musique (en collaboration avec N. Fernando, S. Fürniss, S. Le Bomin, F. Marandola, E. Olivier, H. Rivière, O. Tourny), 2007, p. 1088-1109.
- « ‘À plusieurs voix’. La conception wébérienne de la plurivocalité vue par un ethnomusicologue », Revue de Synthèse, tome 129, 6e série, n° 2, 2008, p. 285-296.
- « La catégorisation des patrimoines musicaux dans les sociétés de tradition orale ». In F. Alvarez-Pereyre éd.,  Catégories et Catégorisation. Perspectives interdisciplinaires, Paris, Peeters (en collab. avec N. Fernando, S. Fürniss, S. Le Bomin, F. Marandola, J. Molino), 2009, p. 273-313.
- « Entre parole et musique. Les langages tambourinés d’Afrique subsaharienne ». In S. Dehaene & Ch. Petit éds, Parole et musique. Aux origines du dialogue humain (Colloque 2008). Paris, Odile Jacob (‘Collection du Collège de France’), 2009, p. 183-199.
- « Towards a Theory of the Chord Syntax in Georgian Polyphony ». In J. Jordania & R. Tsurtsumia eds, Proceedings of The Third International Symposium on Traditional Polyphony, Tbilissi. Tbilissi State Conservatoire. (en collab. avec P. Vallejo), 2010, p. 309-335.
- « Corroborating external observation by cognitive data in the description and modelling of traditional music ». In Musicae Scientiae Special Issue 2010 – “Understanding musical structure and form : Papers in honour of Irène Deliège, 2010, p. 295-306.
- « Comprendre la musique : une nouvelle voie ». In Académie des Beaux-Arts – Communications 2009-2010 (Séance du 2 juin 2010). Paris, Institut de France, 2010, p. 55-60.
- « Polifonias de tradicion oral : Africa subsahariana ». In F. Jarauta ed., Forma y tiempos de la musica. Santander, Fundacion Botin (en collab. avec P. Vallejo), 2011, p. 87-123.
- « Gespräch mit Simha Arom ». In M.-A. Dittrich & R. Kapp eds, Anklaenge 2010 – Wiener Jahrbuch für Musikwissenschaft, 2011, p. 29-44.
- « A Kinship Foreseen : Ligeti and African Music ». In L. Duchesneau & W. Marx eds, György Ligeti – Of Foreign Lands and Strange Sounds. Woodbridge, Boydell & Brewer, 2011, p.107-122.
- « ‘Combining Sounds to Reinvent the World’. World Music, Sociology and Musical Analysis ». In M. Tenzer & J. Roeder eds, Analytical and Cross-Cultural Studies in World Music, New York, Oxford University Press (en collab. avec D.-C. Martin), 2011, p. 388-413.
- Des Pygmées à Ligeti, Entrevue avec Simha Arom, revue Gruppen n°9, GRUPPEN Éditions, Paris, 2014.

### Discographie (sélection)
- Musiques de la République Centrafricaine, 1966 ;
- Musiques Banda, 1971 (Grand Prix du Disque de l'Académie Charles-Cros) ;
- Aka Pygmy Music, 1994 [1973] ;
- Rondes et jeux chantés Banda-Linda (République Centrafricaine) (en collab. avec France Cloarec-Heiss), 1974 ;
- Ceremonial Music from Northern Dahomey, 1975 ;
- The Fulani, 1988 [1976] ;
- Banda Polyphonies, 1992 [1976] ;
- Bénin. Musiques Bariba et Somba, 1994 [1977];
- Cameroon. Baka Pygmy Music, 1990 [1977];
- Anthologie de la musique des Pygmées Aka ('Prix du Président de la République', Académie Charles Cros), 2003 [1978, 1988] ;
- Central African Republic, 1989 [1984] ;
- Grèce. Bouzouki. 'Hommage à Tsitsanis' (en collab. avec Tatiana Yannopoulos), ('Prix André Schaeffner', Académie Charles Cros), 1983 ;
- Liturgies juives d’Éthiopie (en collab. avec Frank Alvarez-Pereyre), 1990 ;
- Grèce. Épire 'Takoutsia', Musiciens de Zagori (en collab. avec Tatiana Yannopoulos), 1990 ;
- Polyphonies vocales des Pygmées Mbenzele' (en collab. avec Denis-Constant Martin), 1992 ;
- Greece. Vocal Monodies (en collab. avec Tatiana Yannopoulos), 1994 ;
- Ligeti / Reich / Aka Pygmies: African Rhythms (en collab. avec Pierre-Laurent Aimard), 2003 ;
- Géorgie. Polyphonies sacrées et profanes (en collab. avec Polo Vallejo), 2012.

### Filmographie
- L'arc musical ngbaka, 16 mm, noir et blanc, 1970, CNRS-Comité du film ethnographique (11 minutes)
- Les enfants de la danse, 16 mm, couleur, 1970, CNRS-Comité du film ethnographique (en collaboration avec Geneviève Dournon) (13 minutes)
- Ango : une leçon de musique africaine, 1997, CNRS Images/Média (36 minutes), Grand-Prix du Festival du Film de Chercheur, Nancy 1998.